# Phil Esposito Trophy
Die Phil Esposito Trophy war eine Eishockeytrophäe, die von der Central Hockey League (CHL) jährlich an den Spieler verliehen wurde, der im Verlauf der regulären Saison die meisten Scorerpunkte gesammelt hatte.
Die Auszeichnung war seit der Spielzeit 1979/80 nach Phil Esposito benannt. Esposito absolvierte in der Saison 1963/64 43 Spiele für die St. Louis Braves in der Liga und avancierte anschließend zu einem der besten Spieler der National Hockey League (NHL) der 1970er-Jahre. Zuvor firmierte die Auszeichnung unter dem Titel CHL Leading Top Scorer. Art Stratton, Wayne Schaab und Doug Palazzari konnten sich die Auszeichnung jeweils zweimal sichern.

## Gewinner
| Jahr                    | Spieler              | Team                    | Punkte               |
| Phil Esposito Trophy    | Phil Esposito Trophy | Phil Esposito Trophy    | Phil Esposito Trophy |
| ----------------------- | -------------------- | ----------------------- | -------------------- |
| 1983/84                 | Scott MacLeod        | Salt Lake Golden Eagles | 118                  |
| 1982/83                 | Wes Jarvis           | Birmingham South Stars  | 108                  |
| 1981/82                 | Bob Francis          | Oklahoma City Stars     | 114                  |
| 1980/81                 | Joe Mullen           | Salt Lake Golden Eagles | 117                  |
| 1979/80                 | Doug Palazzari       | Salt Lake Golden Eagles | 109                  |
| CHL Leading Top Scorer  |                      |                         |                      |
| 1978/79                 | Rick Shinske         | Salt Lake Golden Eagles | 88                   |
| 1977/78                 | Doug Palazzari       | Salt Lake Golden Eagles | 82                   |
| 1976/77                 | Steve West           | Oklahoma City Blazers   | 96                   |
| 1975/76                 | Jim Wiley            | Tulsa Oilers            | 96                   |
| 1974/75                 | Wayne Schaab         | Omaha Knights           | 85                   |
| 1973/74                 | Wayne Schaab         | Omaha Knights           | 89                   |
| 1972/73                 | Lyle Moffat          | Tulsa Oilers            | 80                   |
| 1972/73                 | Danny Gruen          | Fort Worth Texans       | 80                   |
| 1971/72                 | Ross Perkins         | Fort Worth Texans       | 97                   |
| 1970/71                 | Pierre Jarry         | Omaha Knights           | 92                   |
| 1969/70                 | Jack Egers           | Omaha Knights           | 90                   |
| 1968/69                 | Jim Lorentz          | Oklahoma City Blazers   | 101                  |
| CPHL Leading Top Scorer |                      |                         |                      |
| 1967/68                 | Ron Ward             | Tulsa Oilers            | 85                   |
| 1966/67                 | Art Stratton         | St. Louis Braves        | 90                   |
| 1965/66                 | Art Stratton         | St. Louis Braves        | 94                   |
| 1964/65                 | Tom McCarthy         | Tulsa Oilers            | 97                   |
| 1963/64                 | Alain Caron          | St. Louis Braves        | 125                  |